# 平津戶站
平津戶站（日语：／ Hiratsuto eki */?）是位於岩手縣宮古市平津戶，東日本旅客鐵道（JR東日本）的山田線車站。
截至2021年3月13日時間表修正，下行茂市、宮古方向的首班列車是下午7時9分，該列車前往宮古。成為了全國擁有最遲首班列車的車站（第二位也是山田線內的松草站，第三位也是山田線的區界站）。2022年隨時間表改正，變成全年列車通過站，2023年3月18日正式廢站。

## 歷史
- 1931年（昭和6年）10月31日：車站啟用[1][2]。當時為終點站，站內設有盛岡機關區平津戶機車駐泊所。
- 1933年11月30日：鐵路線延伸至陸中川井站[3][1]。自此成為中途站[1]。
- 1946年（昭和21年）11月26日：風災與水災的影響下，此站至蟇目站之間不能通行。
- 1954年（昭和29年）11月21日：鐵路線重開[1]。
- 1955年（昭和30年）11月30日：平津戶站供水設備廢止。
- 1970年（昭和45年）10月1日：結束貨物起卸業務[2]。
- 1982年（昭和57年）11月15日：結束行李起卸業務[4]。成為無人車站[5]。車站大樓內設有商店，但是沒有委託商店營運車站業務。
- 1987年（昭和62年）4月1日：伴隨國鐵分割民營化，車站由東日本旅客鐵道（JR東日本）營運[1][2]。
- 2015年（平成27年）12月11日：由於發生土石流，車站暫停營業。
- 2017年（平成29年） 11月5日：上米內至川內之間重開，此站重開。
- 2022年3月12日：由於平均上下車人次持續減少，所有列車通過此站，變成全年暫停營業。
- 2023年3月18日：廢站。

## 車站構造
車站是一座地面車站，設有1面1線的單式月台。曾經此站設有相對式月台，當時可進行列車交會。在蒸氣機車行走的時代，此站設有轉車盤。
此站設有木製車站大樓，曾經大樓內設有名為細田酒店的商店，現時大樓內沒有商店。車站大樓也已經拆毀，重建了一座簡單的候車室。此站是無人車站。

## 車站周邊
- 國道106號（日语：国道106号）
- 岩手縣北巴士（日语：岩手県北自動車）「平津戶」巴士站

## 相鄰車站
東日本旅客鐵道（JR東日本）
■山田線
□快速「谷灣」
通過
■普通
松草－平津戶－川內

## 注腳
1. 1 2 3 4 5 6  曾根悟（監修）. 朝日新聞出版分冊百科編集部（編集） , 编. . 週刊朝日百科. 21号 釜石線・山田線・岩泉線・北上線・八戸線. 朝日新聞出版. 2009-12-06: 18-19 （日语）.
2. 1 2 3 4  石野哲（編）. . JTB. 1998: 498. ISBN 978-4-533-02980-6 （日语）.
3. ↑  日本《官報》第2071號「鐵道省告示第543號」，1933年11月25日：第642頁。
4. ↑  . 官報. 1982-11-13 （日语）.
5. ↑  . 鐵道公報 (日本國有鐵道總裁室文書課). 1982-11-13: 8 （日语）.

## 外部連結
- 車站資訊（平津戶）：東日本旅客鐵道（日語）